# 永楽屋 (京佃煮・和菓子)
株式会社永楽屋（えいらくや）は、京都市中京区の四条河原町に本店を置く和菓子と佃煮を扱う日本の食料品製造小売会社。本社工場は山科区にある。
創業は昭和21年（1946年）で、現当主の三代続く京都の老舗である。佃煮、和菓子などの辛味と甘味の商品を扱う。

## 主な商品
からいもの
- 一と口椎茸 - 原木栽培された国産の小粒椎茸を炊き上げたもの
- ちりめん山椒 - ちりめんじゃこと実山椒を炊き上げた京佃煮
- 京のおぶみそ 椎茸 - 醪入りの甘辛い味噌。椎茸、昆布、浅利、鰹、貝柱の5種類

あまいもの
- 琥珀 柚子 - 柚子の皮を内包した琥珀羹
- 重陽 - 菊花をかたどった琥珀羹。紫蘇、小豆、抹茶の3種で1組
- みかさ - 栗入りの粒あんを挟んだ三笠焼き（どら焼き）